# 8171 Stauffenberg
8171 Stauffenberg (1991 RV3) là một tiểu hành tinh vành đai chính được phát hiện ngày 5 tháng 9 năm 1991 bởi F. Borngen và L. D. Schmadel ở Tautenburg.